# Copris furciceps
Copris furciceps är en skalbaggsart som beskrevs av Felsche 1910. Copris furciceps ingår i släktet Copris och familjen bladhorningar. Inga underarter finns listade i Catalogue of Life.